# Vall d'Hunza
|  | Per a altres significats, vegeu «Hunza (desambiguació)». |

La vall d'Hunza (en Urdu: ہنزہ) és una regió sota administració del Pakistan, actualment part de la província de Gilgit-Baltistan i abans dels Territoris del Nord.
Està situada a la part alta del riu Hunza, amb una elevació mitjana de 2.500 metres i abraça un territori de 7.900 km². La principal ciutat és Karimabad, abans coneguda com a Baltit. La vall està envoltada per diversos pics de més de sis mil metres, destacant l'Ultar Sar, Rakaposhi, Bojahagur Duanasir, Ghenta, Hunza, Diran i el Bublimotin. La carretera del Karakoram, que uneix el Pakistan i la Xina creua aquesta vall.
Sembla que va inspirar la mítica vall de Xangri-La a l'escriptor James Hilton (1933). Està poblat pels hunzes que parlen burushaski; també es parla el wakhi i el shina; la majoria de la població és ismaïlita. Fou el centre de l'antic principat d'Hunza abolit el 1974.